# Ivan Engler (Regisseur)

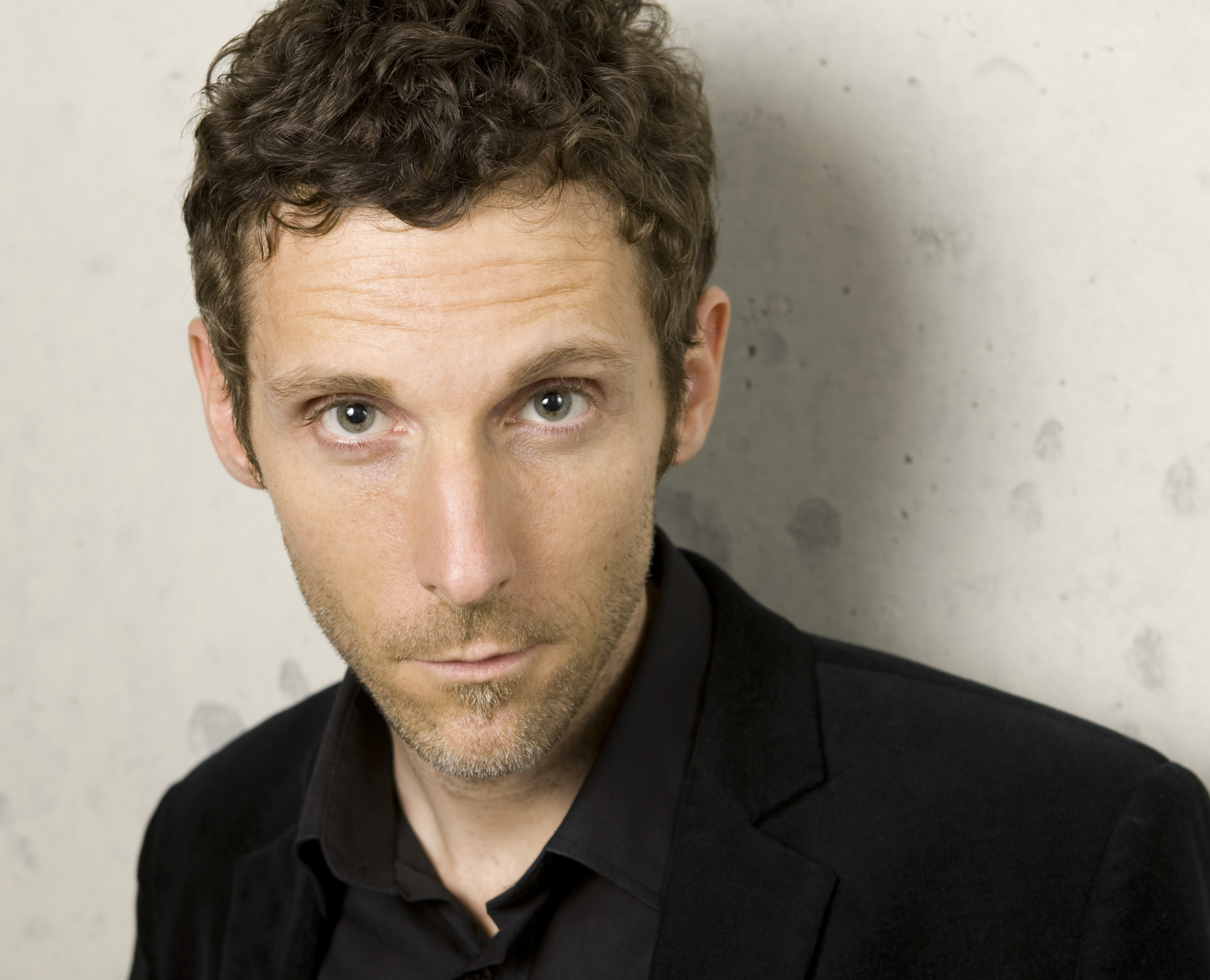
Ivan Engler (2009)

Ivan Engler (* 1971 in Winterthur, Schweiz) ist ein Schweizer Regisseur.

## Leben
Ivan Engler besuchte nach Studienanfängen der Biologie und Medizin die Hochschule für Gestaltung und Kunst Zürich (HGKZ). Während dieser Zeit war er als Visual Jockey aktiv, unter anderem für die Schweizer Trip-Hop-Band Swandive und die Sportveranstaltung freestyle.ch.
Nach dem Fachhochschulabschluss im Jahr 2000 als diplomierter Filmgestalter, gründete er die Produktionsfirma visualscience.net, für Dienstleistungen in den Bereichen Visuelle Effekte und Postproduktion. Sein Diplomfilm «Nomina Domini» erhielt mehrere internationale Preise und Auszeichnungen, darunter als «Bester ausländischer Kurzfilm» bei der Semana Internacional de Cine Fantástico Málaga und für die «Beste Kamera». Seit 2007 arbeitet er ausserdem als Creative Director.
Bereits im Jahr 2001 begann er mit der Arbeit an seinem 2009 erschienenen Spielfilm «Cargo», dem ersten Science-Fiction-Film aus Schweizer Produktion.

## Filmografie
- 2000: Nomina Domini
- 2009: Cargo